# Taeniopora penniformis
Taeniopora penniformis är en mossdjursart som beskrevs av Nicholson 1874. Taeniopora penniformis ingår i släktet Taeniopora och familjen Cystodictyonidae. Inga underarter finns listade i Catalogue of Life.